# Cheilodipterus pygmaios
Cheilodipterus pygmaios är en fiskart som beskrevs av Gon, 1993. Cheilodipterus pygmaios ingår i släktet Cheilodipterus och familjen Apogonidae. Inga underarter finns listade i Catalogue of Life.